# Ladein

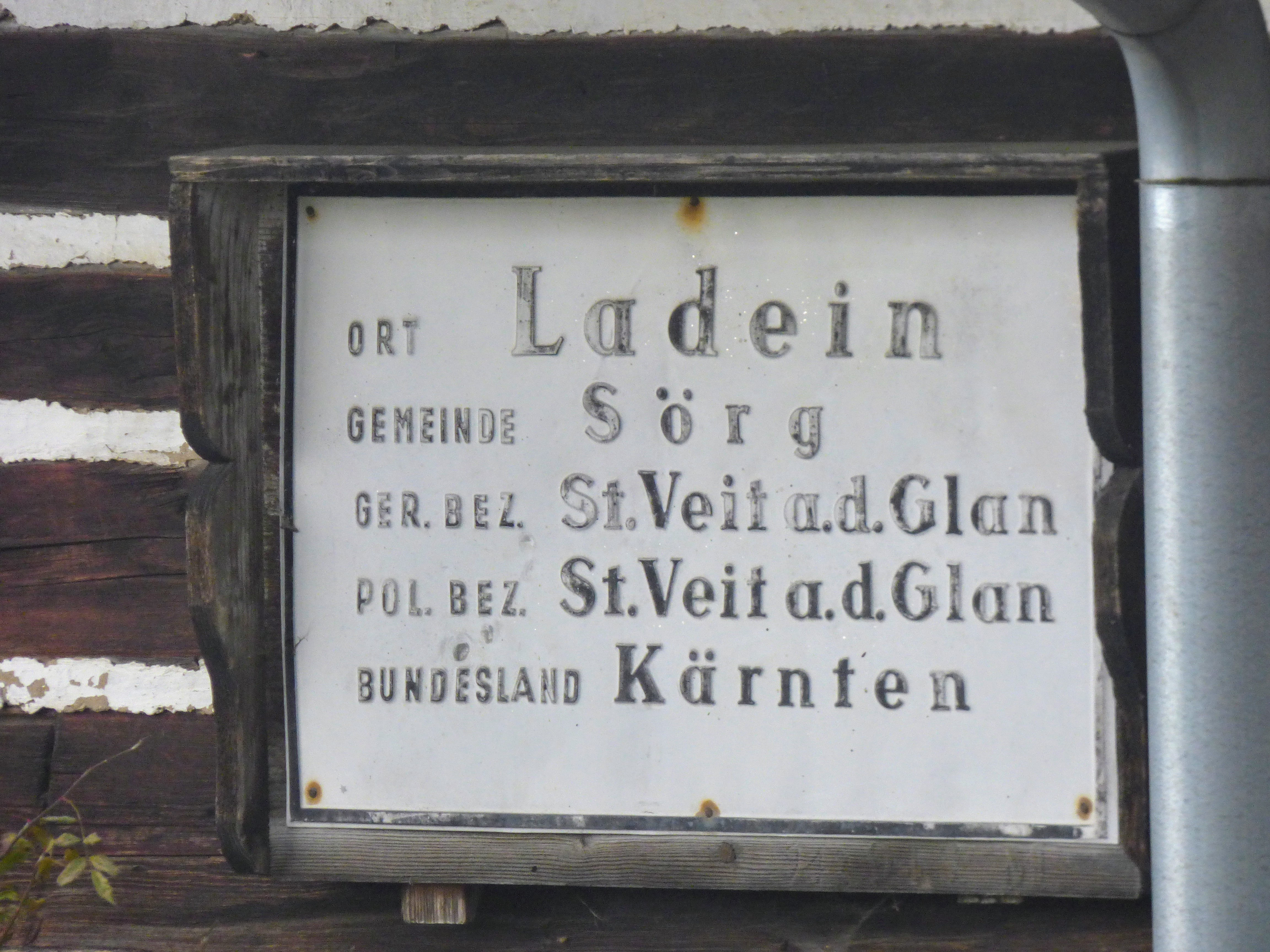
Ortschaftstafel Ladein

Ladein ist eine Ortschaft in der Gemeinde Liebenfels im Bezirk Sankt Veit an der Glan in Kärnten (Österreich). Die Ortschaft hat 15 Einwohner (Stand 1. Jänner 2024). Sie liegt zur Gänze auf dem Gebiet der Katastralgemeinde Freundsam.

## Lage
Die Ortschaft liegt im Südwesten des Bezirks Sankt Veit an der Glan, und im Nordwesten der Gemeinde Liebenfels, an den Hängen nördlich des Freundsamer Mooses, nur wenige hundert Meter östlich der Grenze zwischen den Bezirken Sankt Veit an der Glan und Feldkirchen. Es werden die Hofnamen Glanzer (Nr. 1) und Zacher (Nr. 2) geführt.

## Geschichte
Der Ort wurde 1285 als Laedinen erwähnt. Der Ortsname soll sich von slowenisch Ledina (= ungenutzte Wiese) ableiten oder aus dem Romanischen (latein) ableiten. 
In der Steuergemeinde Freundsam liegend, gehörte Ladein in der ersten Hälfte des 19. Jahrhunderts zum Steuerbezirk Gradenegg. Bei Gründung der Ortsgemeinden im Zuge der Reformen nach der Revolution 1848/49 kam Ladein zunächst zur Gemeinde Glantschach, 1875 an die Gemeinde Sörg. Durch die Fusion der Gemeinden Sörg und Liebenfels 1973 kam die Ortschaft zur Gemeinde Liebenfels.

## Bevölkerungsentwicklung
Für die Ortschaft zählte man folgende Einwohnerzahlen:
- 1869: 4 Häuser, 29 Einwohner[5]
- 1880: 4 Häuser, 28 Einwohner[6]
- 1890: 4 Häuser, 39 Einwohner[7]
- 1900: 5 Häuser, 32 Einwohner[8]
- 1910: 5 Häuser, 25 Einwohner[9]
- 1923: 5 Häuser, 23 Einwohner[10]
- 1934: 33 Einwohner[11]
- 1961: 5 Häuser, 18 Einwohner[12]
- 2001: 6 Gebäude (davon 4 mit Hauptwohnsitz) mit 8 Wohnungen; 11 Einwohner und 1 Nebenwohnsitzfall; 4 Haushalte; 0 Arbeitsstätten, 1 land- und forstwirtschaftlicher Betrieb[13]
- 2011: 6 Gebäude, 12 Einwohner, 4 Haushalte, 1 Arbeitsstätte[14]
- 2021: 6 Gebäude, 13 Einwohner, 4 Haushalte, 2 Arbeitsstätten[15]

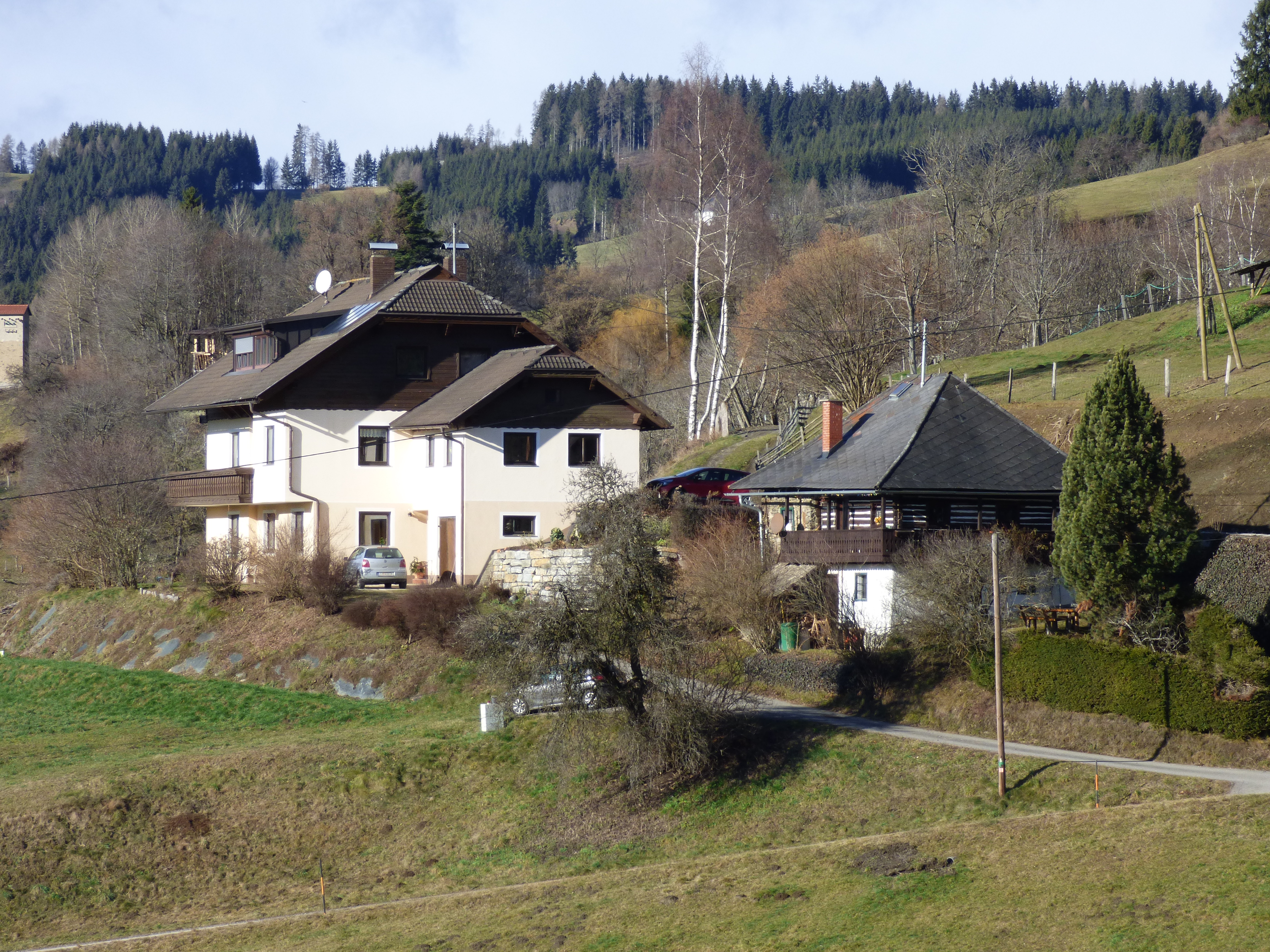
Ladein Nr. 5 und 6
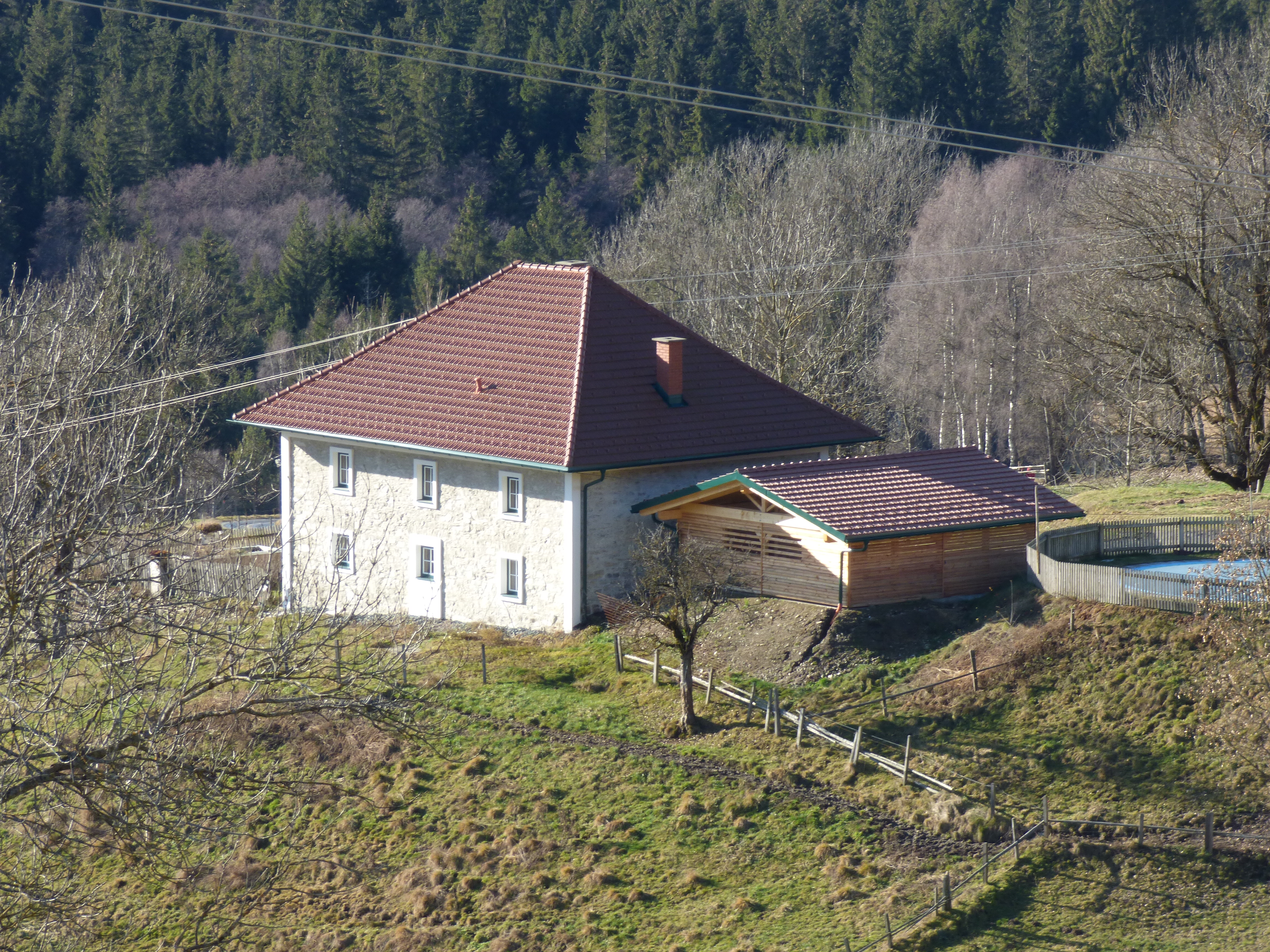
Ladein bei Nr. 3
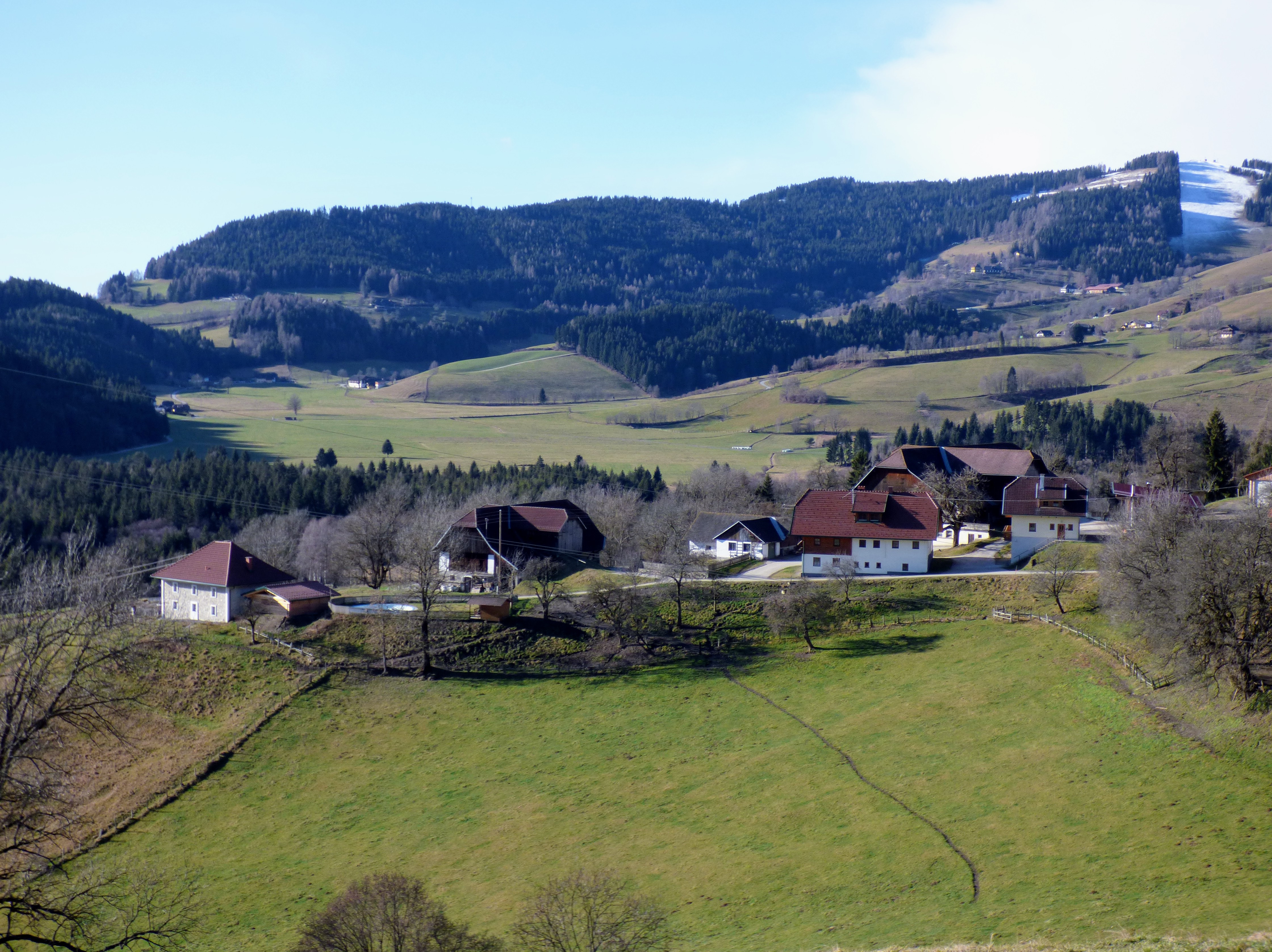
Ladein Nr. 2 und 3
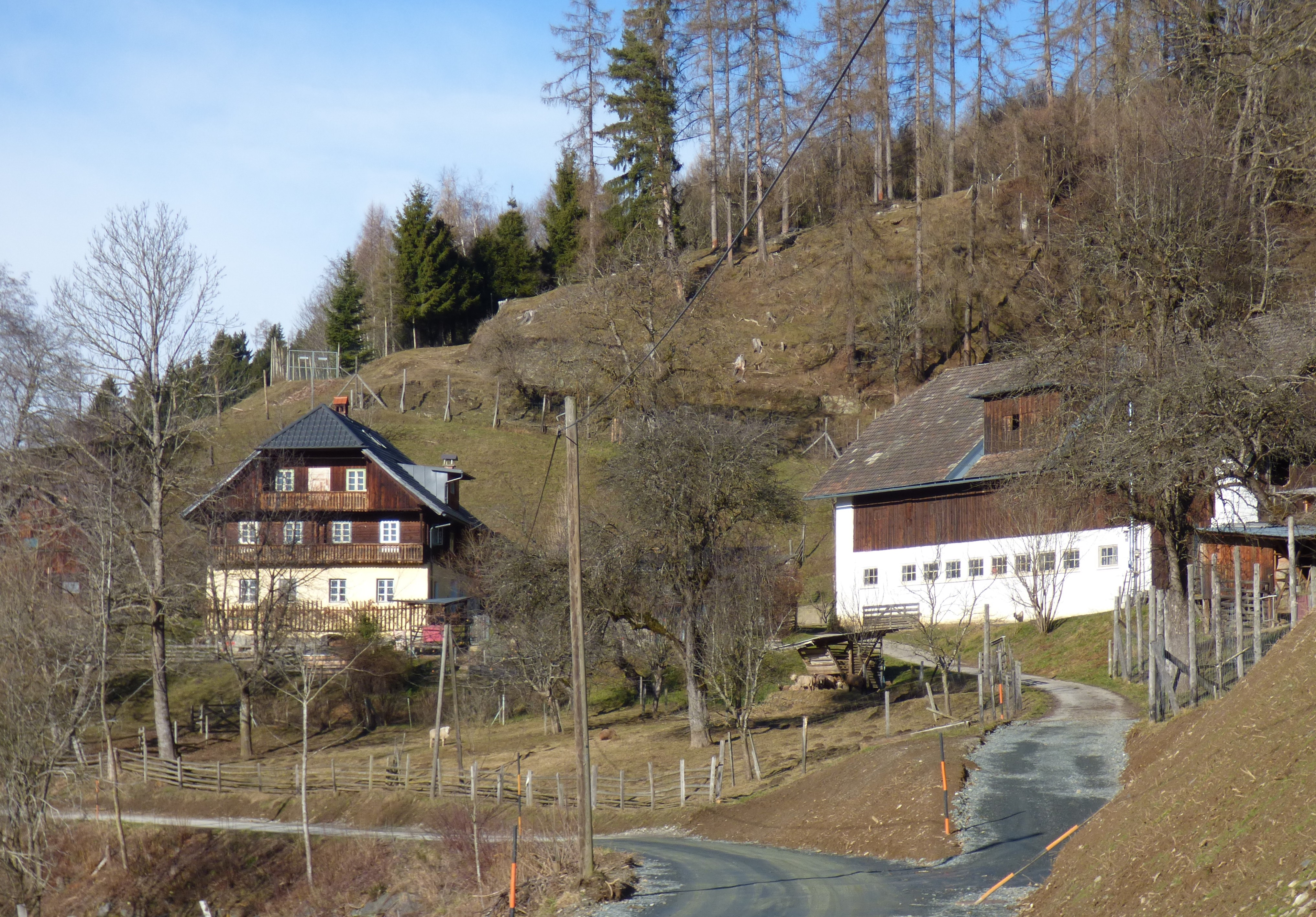
Ladein Nr. 1 und 1a
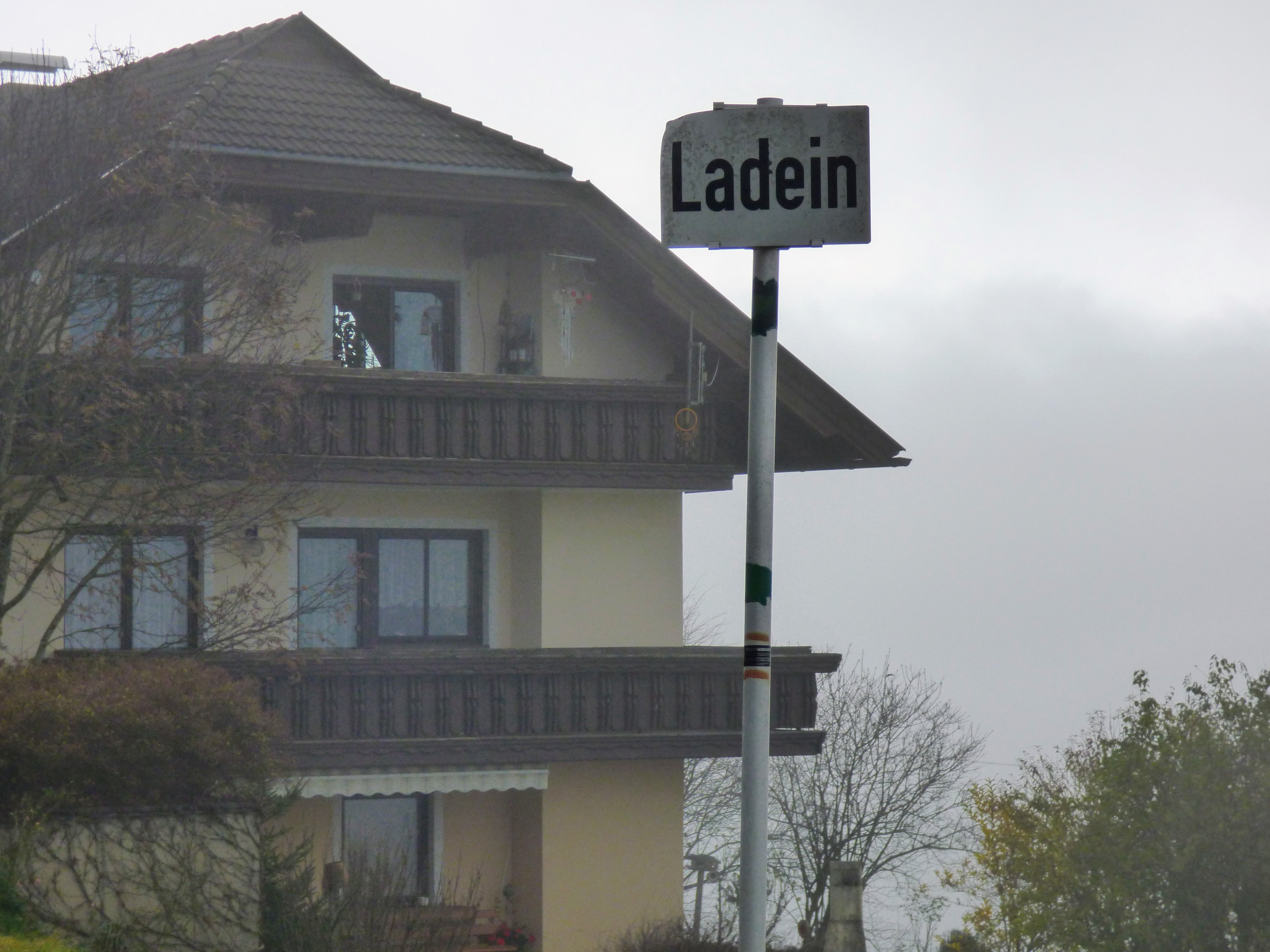
Ortsschild Ladein, im Hintergrund Nr. 6